# Universidad Tecnológica de Honduras
La Universidad Tecnológica de Honduras, conocida por sus siglas UTH, es una universidad privada localizada en Honduras. 
La universidad nació en la ciudad de San Pedro Sula, donde se estableció el campus principal, el más grande y con la mayor cantidad de estudiantes. Existen otros campus que se encuentran en distintas ciudades de Honduras como La Ceiba, El Progreso, Puerto Cortés, Tegucigalpa, Santa Bárbara, Siguatepeque, Juticalpa, Roatán, Choloma, Choluteca, Cofradía y Villanueva.
Algo por lo que se reconoce la universidad es porque todos lo catedráticos deben tener al menos una maestría para poder impartir clases, por ello muchos de los catedráticos que se pueden encontrar tienen varias maestrías, licenciaturas e incluso doctorado.

## Historia de la UTH
En 1986, Roger Danillo Valladares, con el apoyo de un pequeño grupo de amigos y colaboradores, como Renato Chamorro, padrino de Graduación, Julián Arriaga, Amilcar Santa María, Ramón Milla Neda, Jesús Laínez Paredes, Humberto Mendoza Garay, Marco Tulio Ruiz Andrade, Enrique Morales Alegría, Ramón Zúñiga Ugarte y Mario Rosales, crearon el "Instituto Superior Tecnológico" (INSUTEC). 32 estudiantes abrieron el camino, recibiendo clases en las primeras instalaciones ubicadas en los altos de la antigua Farmacia Paredes, el viejo Hotel Roosevelt, frente a lo que fue el Cine Clamer, 3 Ave y 7 Calle, en San Pedro Sula, Cortés. Problemas de estacionamiento y espacio reducido servían de escenario para el desarrollo de carreras técnicas cortas en Mercadeo, Relaciones Industriales y Administración de Oficinas.
Poco tiempo más tarde, se unieron a este equipo de colaboradores Celestino Padilla, como director académico; Sergio Menjivar, decano; Luis Alonso López, catedrático de esta institución, Luis Caraccioli, de la carrera de Relaciones Industriales, Óscar Reyes, vicerrector; Adalid Paz, Alberto Fajardo, director académico; Carlos Young Reyes, Ricardo Trujillo; Orlando Vallesigui, Ricardo Teruel, Leonel Medrano y Roberto Cáceres, exrector de la universidad. Pocos años más tarde el INSUTEC se transformó en la "Universidad Tecnológica de Honduras". Un nuevo nombre que define su misión, como una respuesta a la petición de los estudiantes de la época, tras lo que han seguido veinte años de trabajo en los que no se ha contado con donaciones -ni locales, ni extranjeras-, ni regalos en especie, consagrando todos sus recursos a la educación superior.
Los primeros 32 estudiantes de la institución pronto alcanzaron los 300, lo que obligó a la Universidad a trasladarse al Barrio Lempira, al edificio que hoy ocupa la institución hermana: la "Escuela Bilingüe Centro Politécnico del Norte". Allí permaneció por cinco años. Su población estudiantil siguió creciendo y al superar los 1200 estudiantes, en 1995, se ubicó finalmente en las instalaciones actuales de su Campus Central San Pedro Sula, donde se atienden a más de 6.500 estudiantes.

## Alianzas Estratégicas
Al considerar las tendencias actuales y la necesidad de que una agencia internacional, o ente objetivo externo con credibilidad y solvencia, certifique la calidad académica de las instituciones de educación superior que operan en un país, la Universidad Tecnológica de Honduras, en sintonía con las tendencias contemporáneas inició en el 2003 su proceso de autoevaluación institucional con fines de mejoramiento y acreditación.
Así, en noviembre del mismo año la UTH concluye su autoestudio evaluando el cumplimiento institucional de los estándares de calidad que establece el Sistema de Acreditación de la Asociación de Universidades AUPRICA. Luego de la primera visita de verificación de los Pares Evaluadores de la Asociación, realizada en abril del 2004, el Comité de Acreditación de dicha Asociación ratifica el dictamen emitido por los pares visitadores, otorgando así el 7 de marzo de 2005 la primera acreditación institucional para la Universidad Tecnológica de Honduras por un período de dos años.
Actualmente, en la búsqueda de mejorar el cumplimiento que UTH tiene de los estándares que define el Sistema de Acreditación de AUPRICA, realizó una ampliación del autoestudio, siendo constatados todos los avances y el desarrollo institucional nuevamente por los pares visitadores en febrero de 2006. Actualmente, dicho comité ha dictaminado que UTH deberá ser nuevamente reconocida como Universidad totalmente acreditada por la Asociación de Universidades Privadas de Centroamérica, según consta en la Sección Conclusiones y Recomendaciones del Comité Visitador de AUPRICA, Pág. 29, del “Informe Final del Proceso de Verificación de la Ampliación del Auto Estudio como Respuesta a las Recomendaciones Presentadas por la Comisión Verificadora de la Asociación de Universidades Privadas de Centroamérica AUPRICA.
UTH prosiguiendo con su proceso de mejoramiento institucional, y buscando elevar sus estándares de calidad en la plataforma de universidades privadas de Latinoamérica, ingresa a la Red Latinoamericana de Cooperación Universitaria RLCU, por aprobación plena de la Asamblea General realizada en Puerto Rico, USA, en noviembre de 2003.
Recientemente, en reunión celebrada en la ciudad de Miami, los días 29 y 30 de mayo de 2006, el Comité Dictaminador de la Agencia de Acreditación de la RLCU, acordó Acreditar a la UTH. Se tienen tres años para atender las observaciones sugeridas por el Comité Dictaminador que, sin duda coadyuvarán a mejorar la calidad de la Universidad Tecnológica de Honduras.
Es importante resaltar que las dos acreditaciones alcanzadas son el fruto del trabajo de toda una comunidad académica comprometida con la UTH.

## Campus

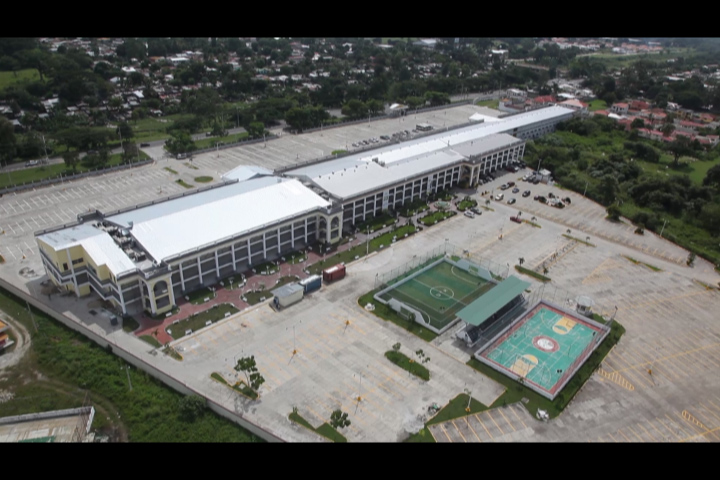
Vista aérea del campus de San Pedro Sula.

UTH y los campus que la conforman posee una comunidad académica integrada por más de 25.000 estudiantes y más de 800 catedráticos, con un crecimiento que supera el 30 % en el último año. Se encuentran 13 campus UTH a nivel nacional, distribuidos estratégicamente para llegar de esta manera a las diferentes zonas de Honduras.
UTH cuenta con campus en San Pedro Sula, Puerto Cortés, Choloma cortes, Santa Bárbara, Siguatepeque, Islas de la Bahía, La Ceiba, El Progreso, Tegucigalpa, Choluteca, Juticalpa, Cofradía y Villanueva. También se cuenta con el decimocuarto campus pero de manera virtual.

## Galería

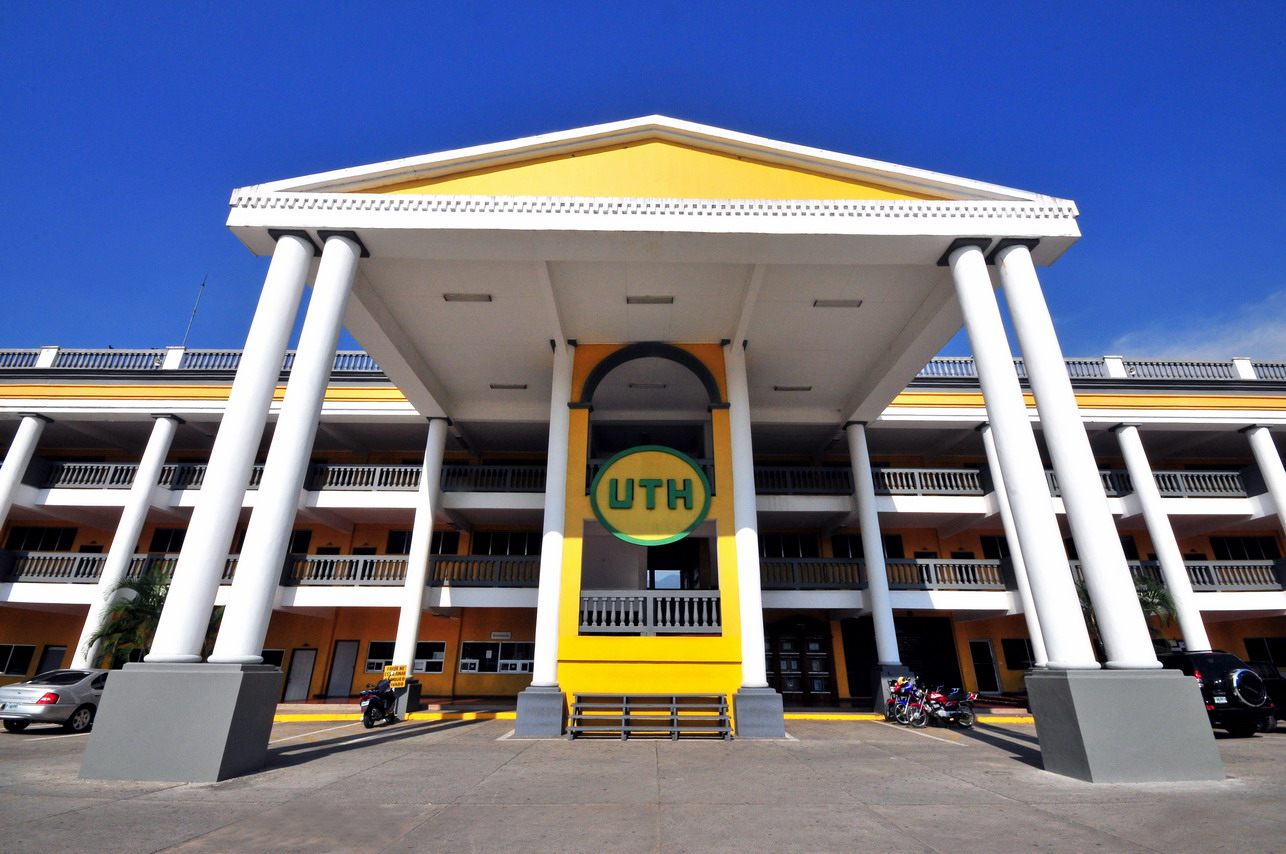
Universidad Tecnológica de Honduras Campus San Pedro Sula
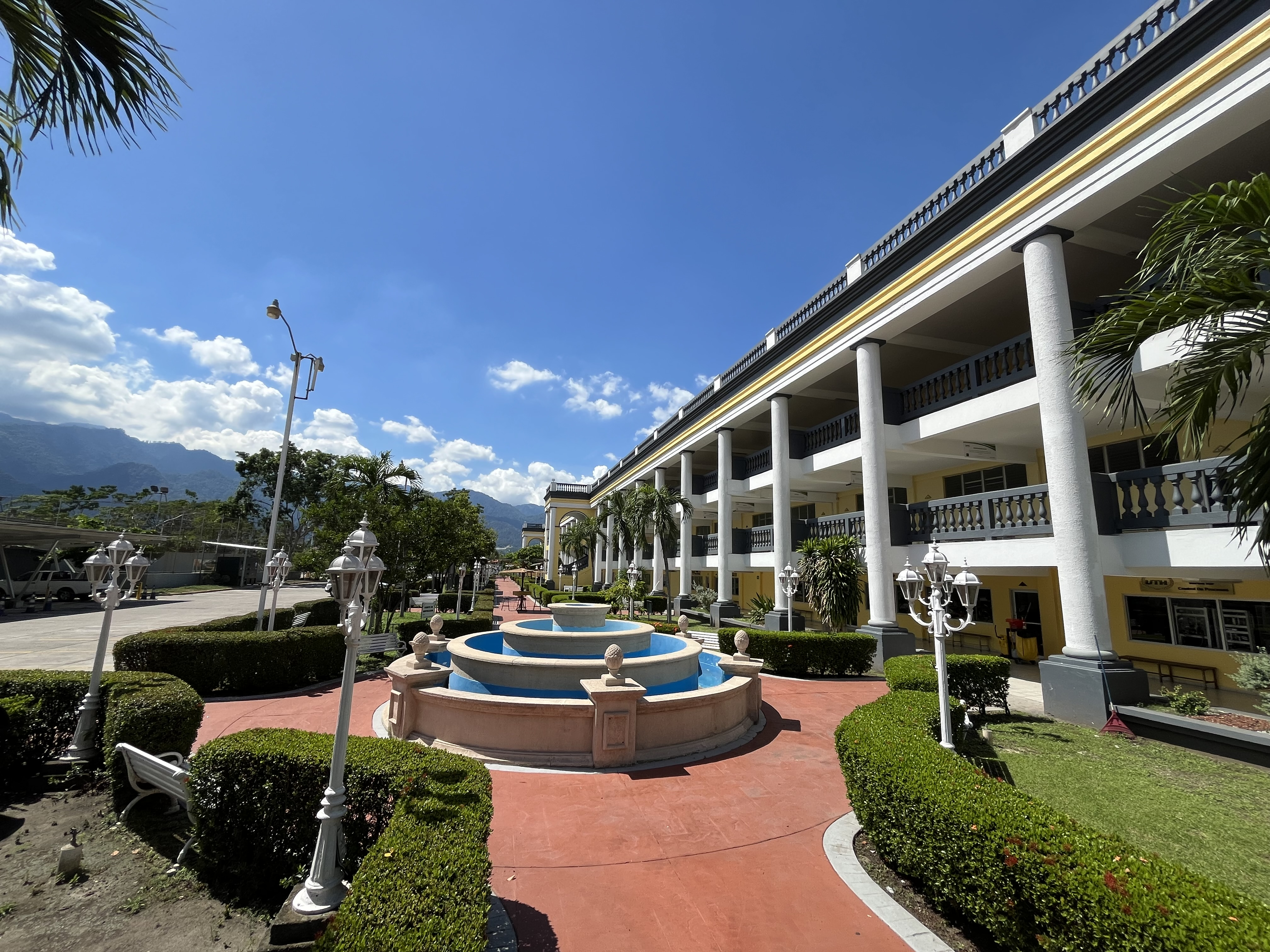
Universidad Tecnológica de Honduras Parque Campus San Pedro Sula
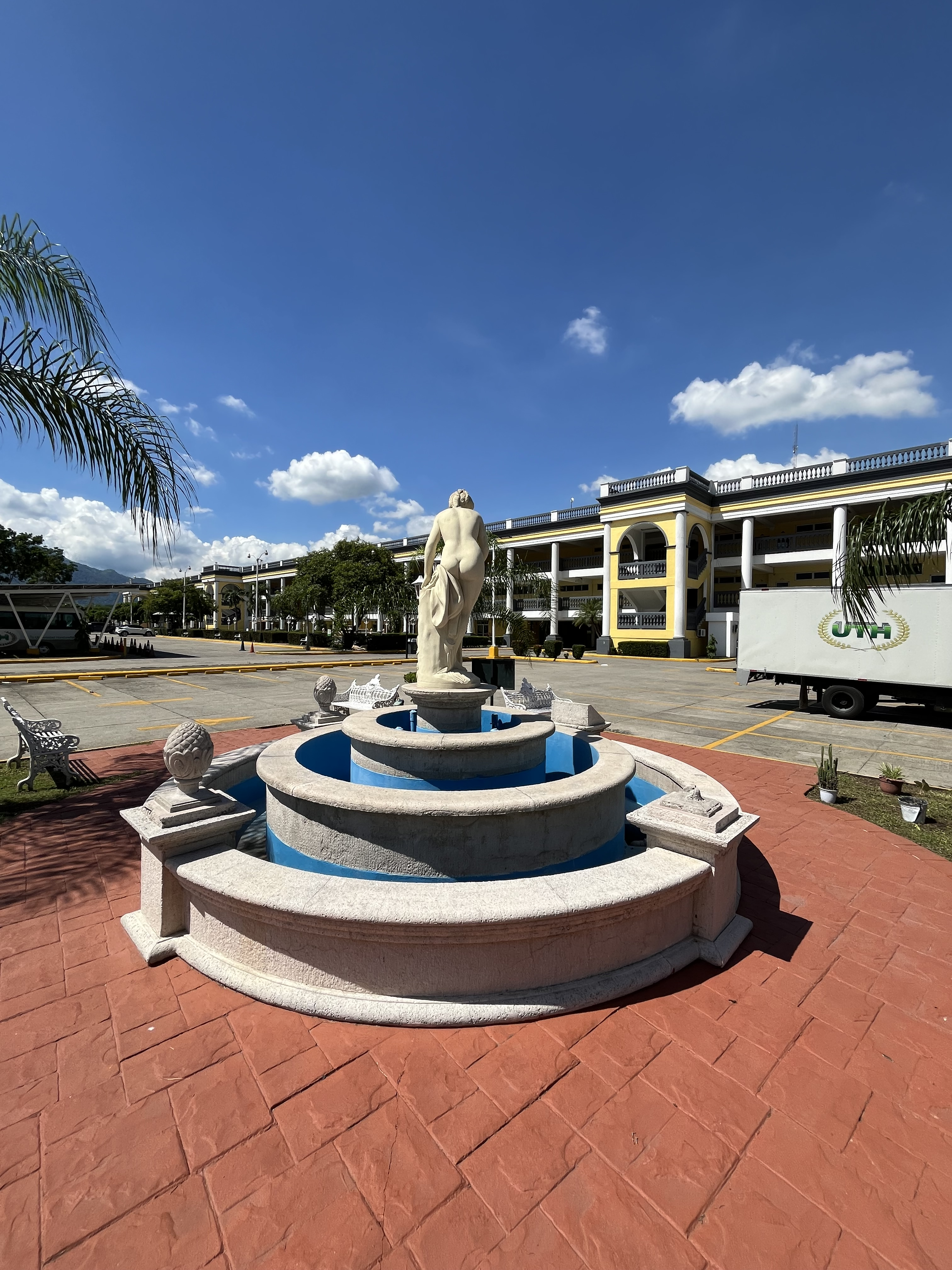
Fuente Campus San Pedro Sula
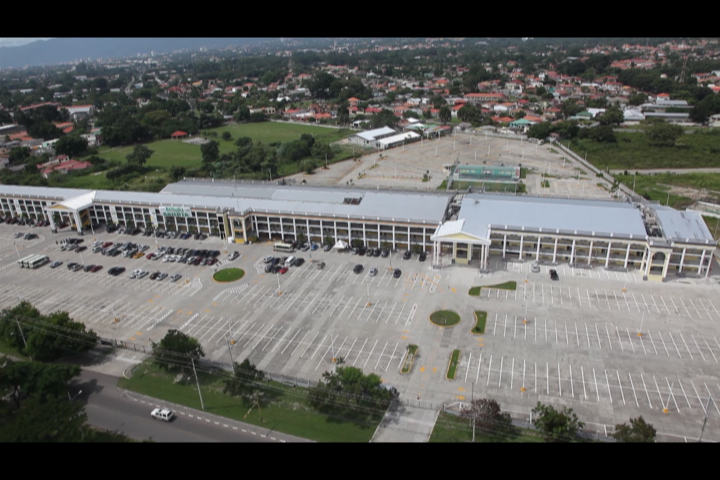
Vista aérea del campus de San Pedro Sula frontal
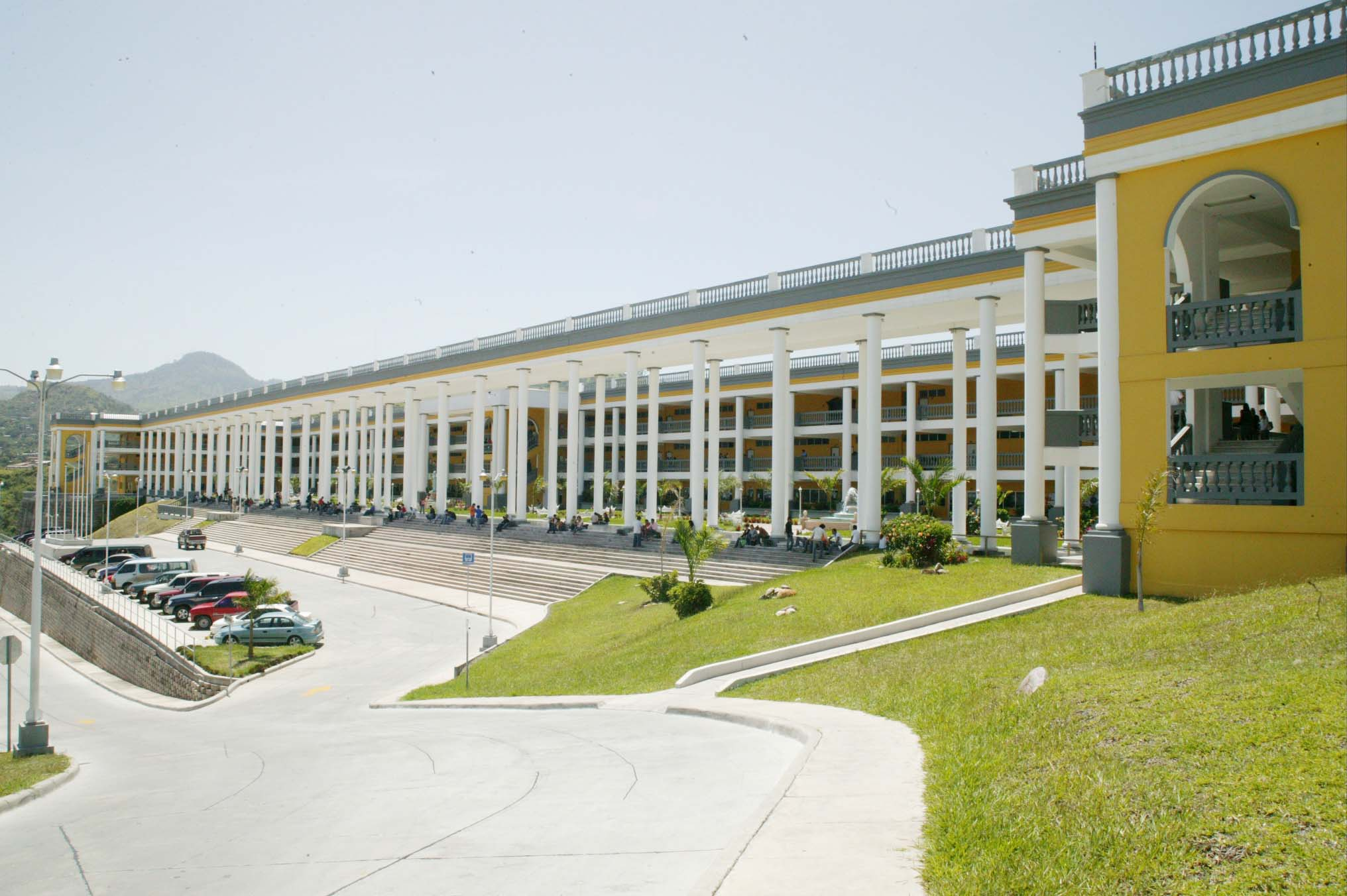
Universidad Tecnológica de Honduras Campus Tegucigalpa
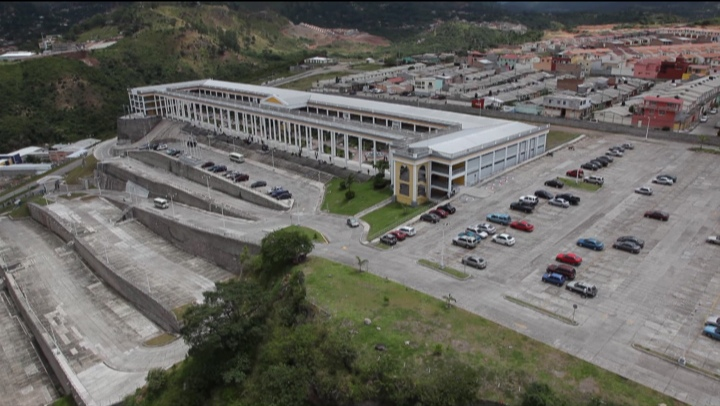
Vista aérea del campus de Tegucigalpa
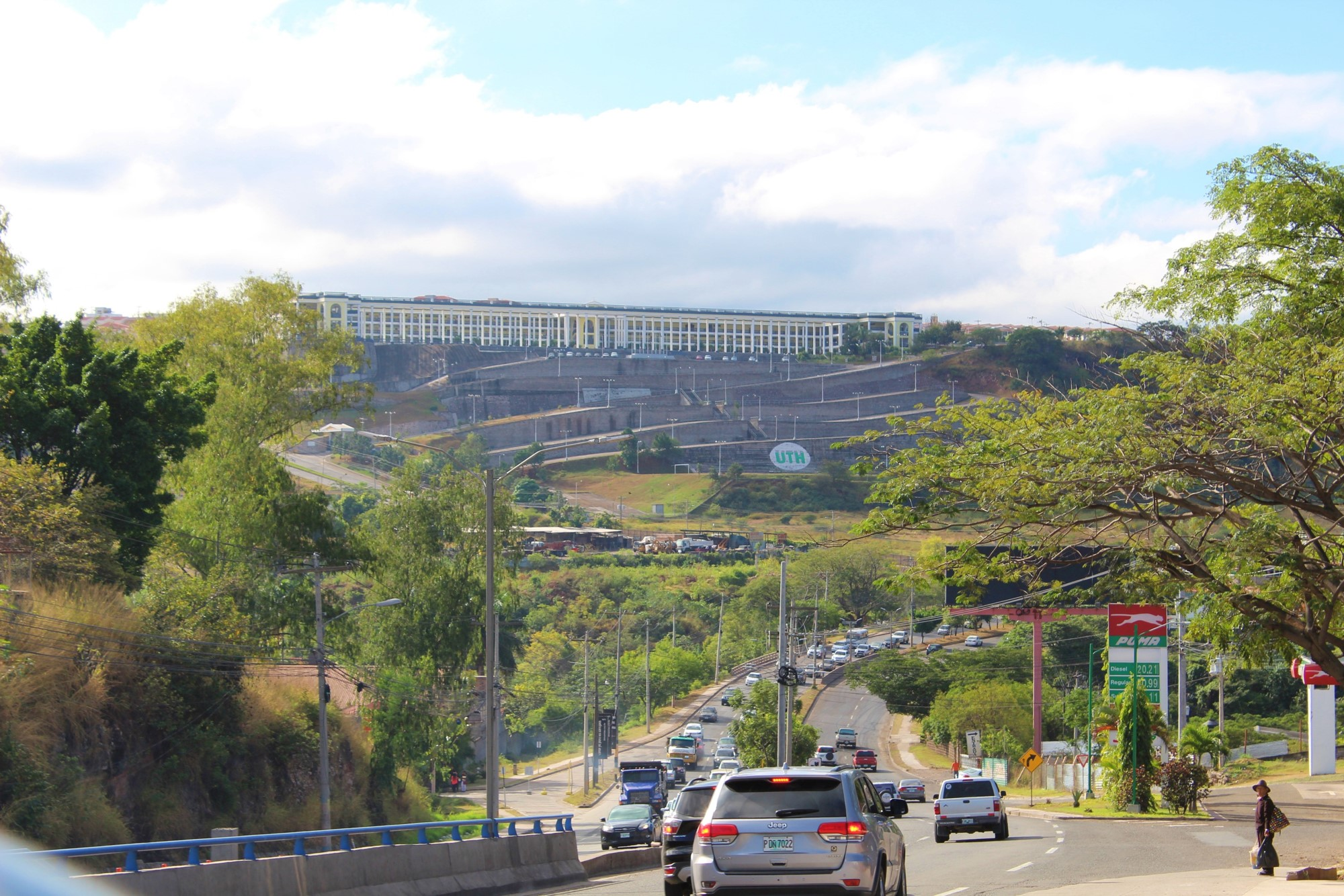
Vista del campus de Tegucigalpa
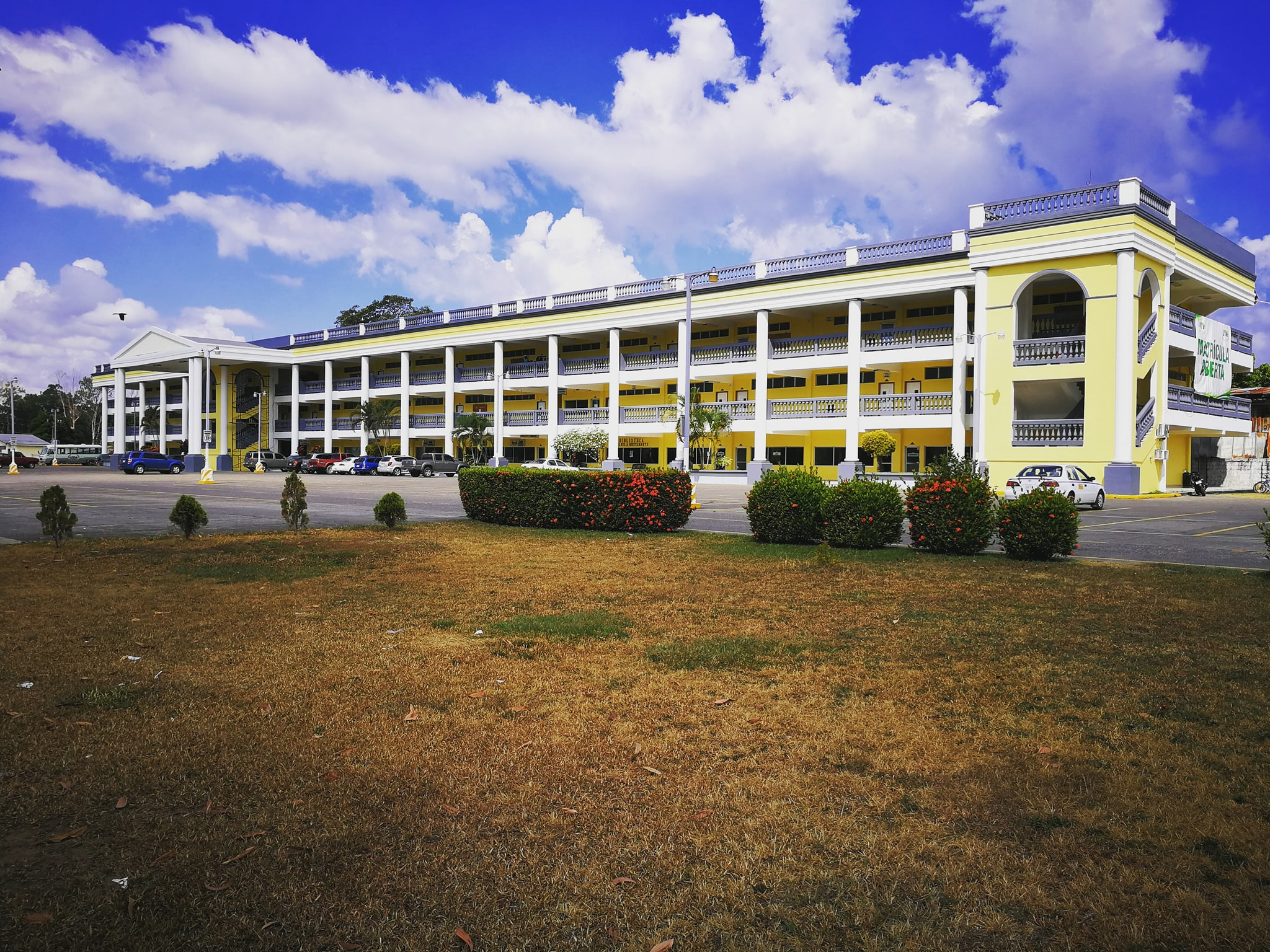
Universidad Tecnológica de Honduras Campus La Ceiba
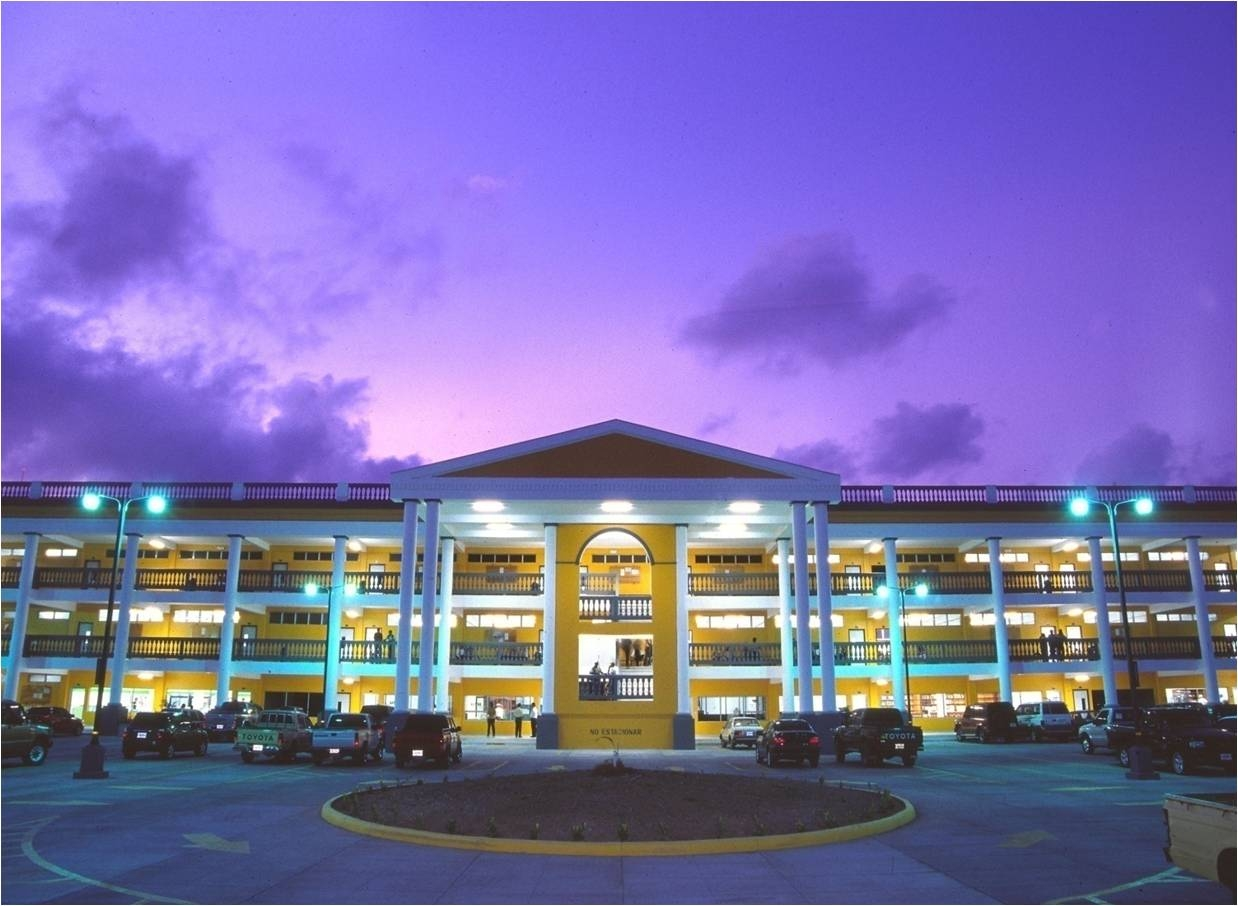
Universidad Tecnológica de Honduras Campus La Ceiba de noche
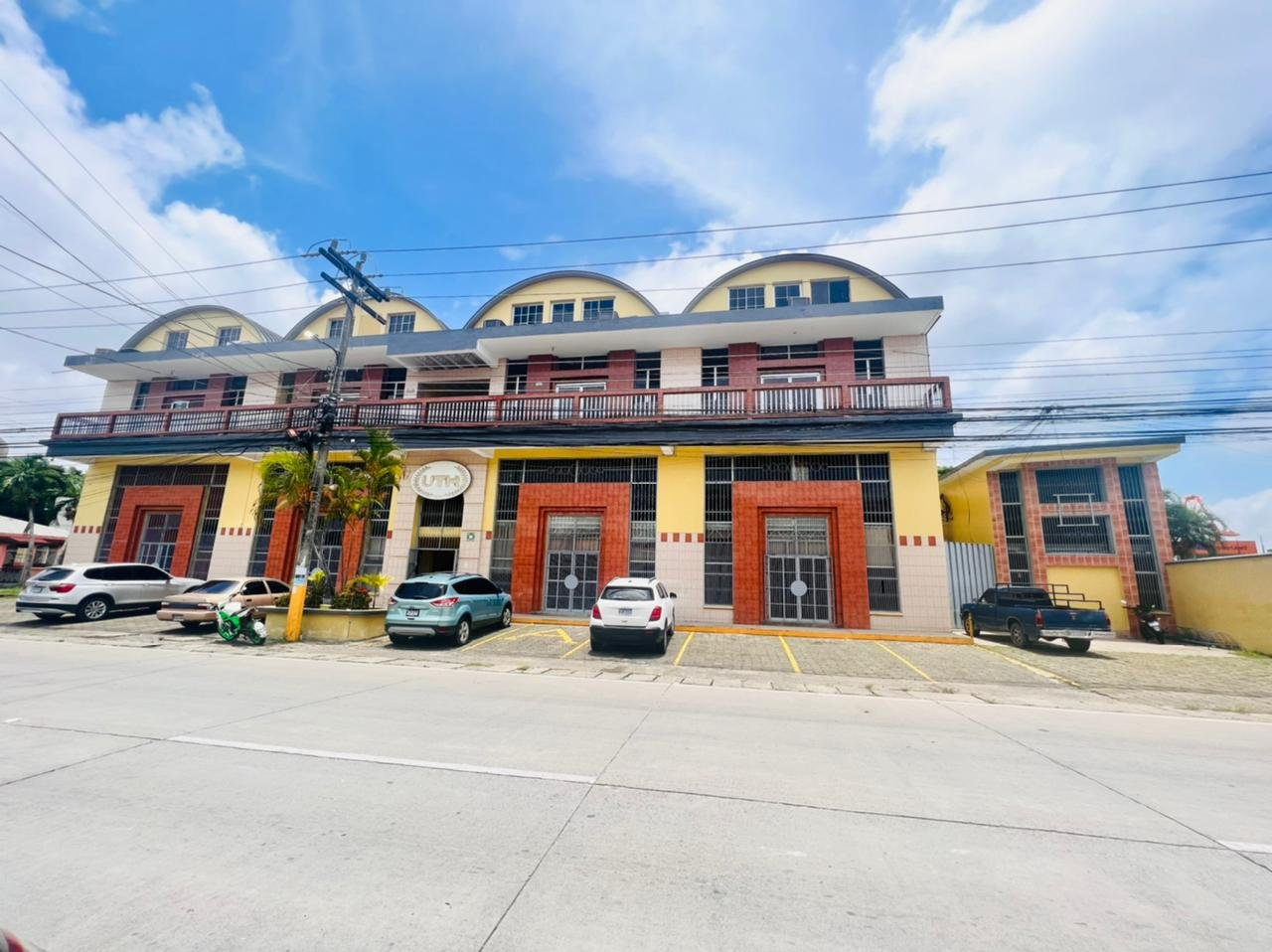
Universidad Tecnológica de Honduras Campus Puerto Cortés
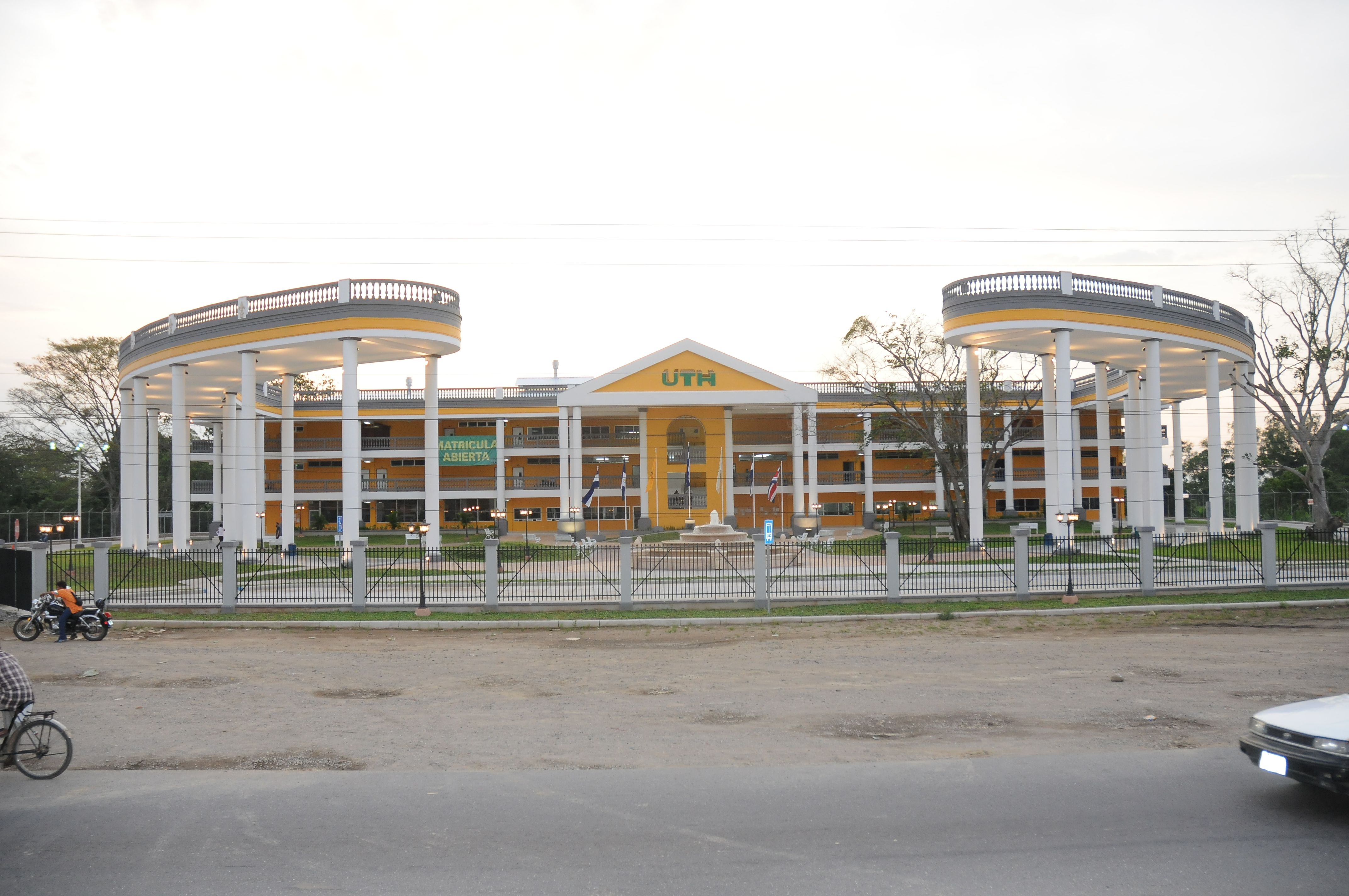
Universidad Tecnológica de Honduras Campus Progreso
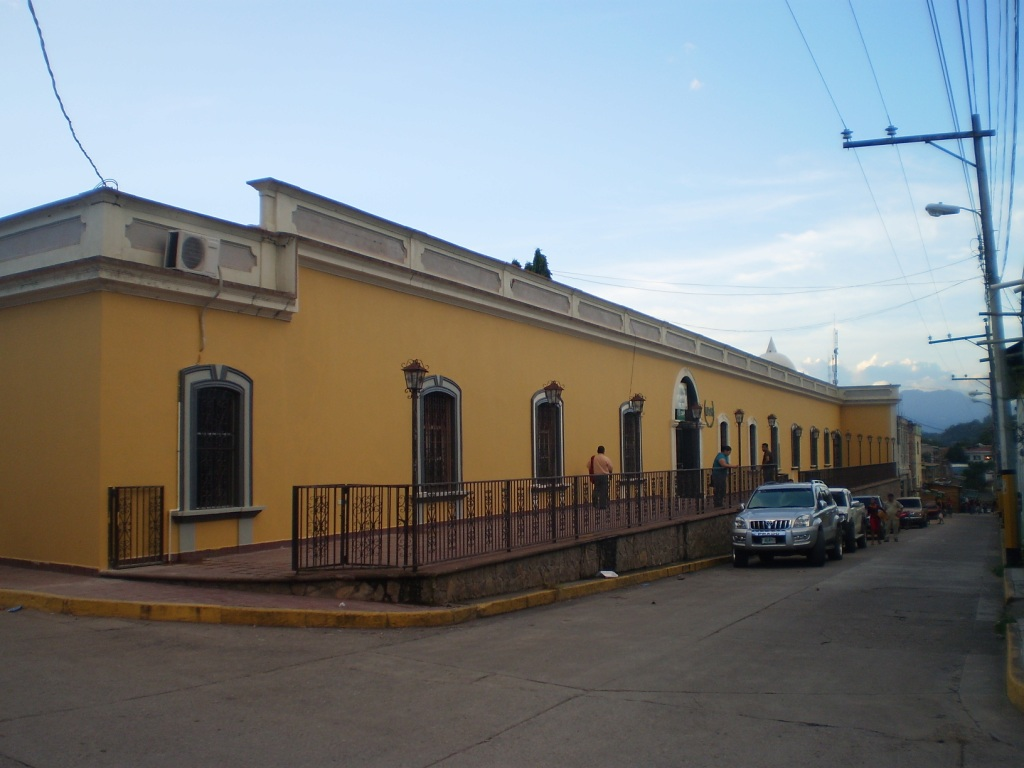
Universidad Tecnológica de Honduras Campus Santa Bárbara
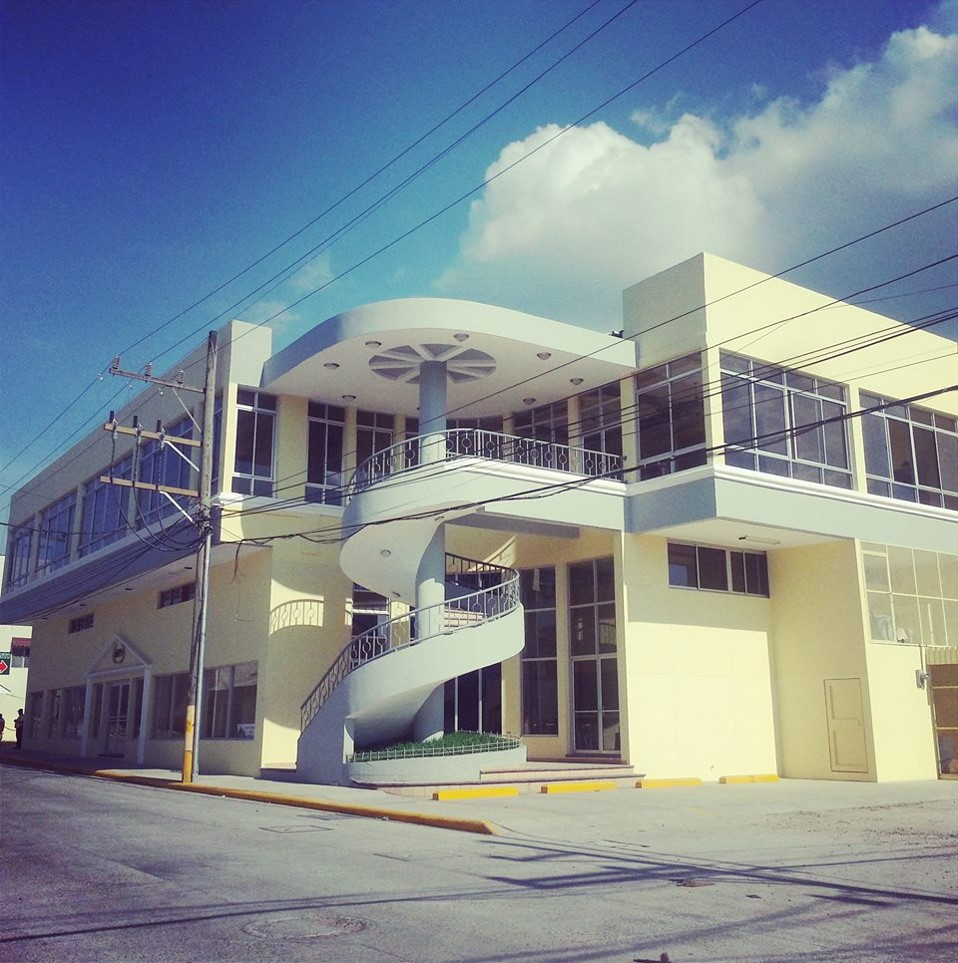
Universidad Tecnológica de Honduras Campus Siguatepeque
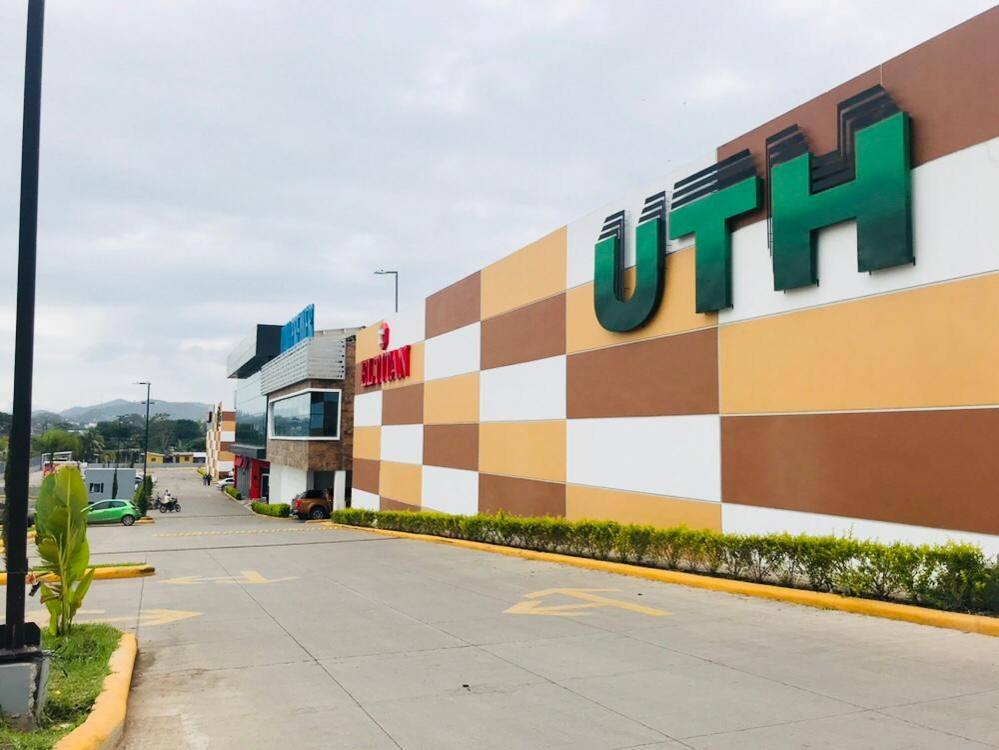
Universidad Tecnológica de Honduras Campus Juticalpa
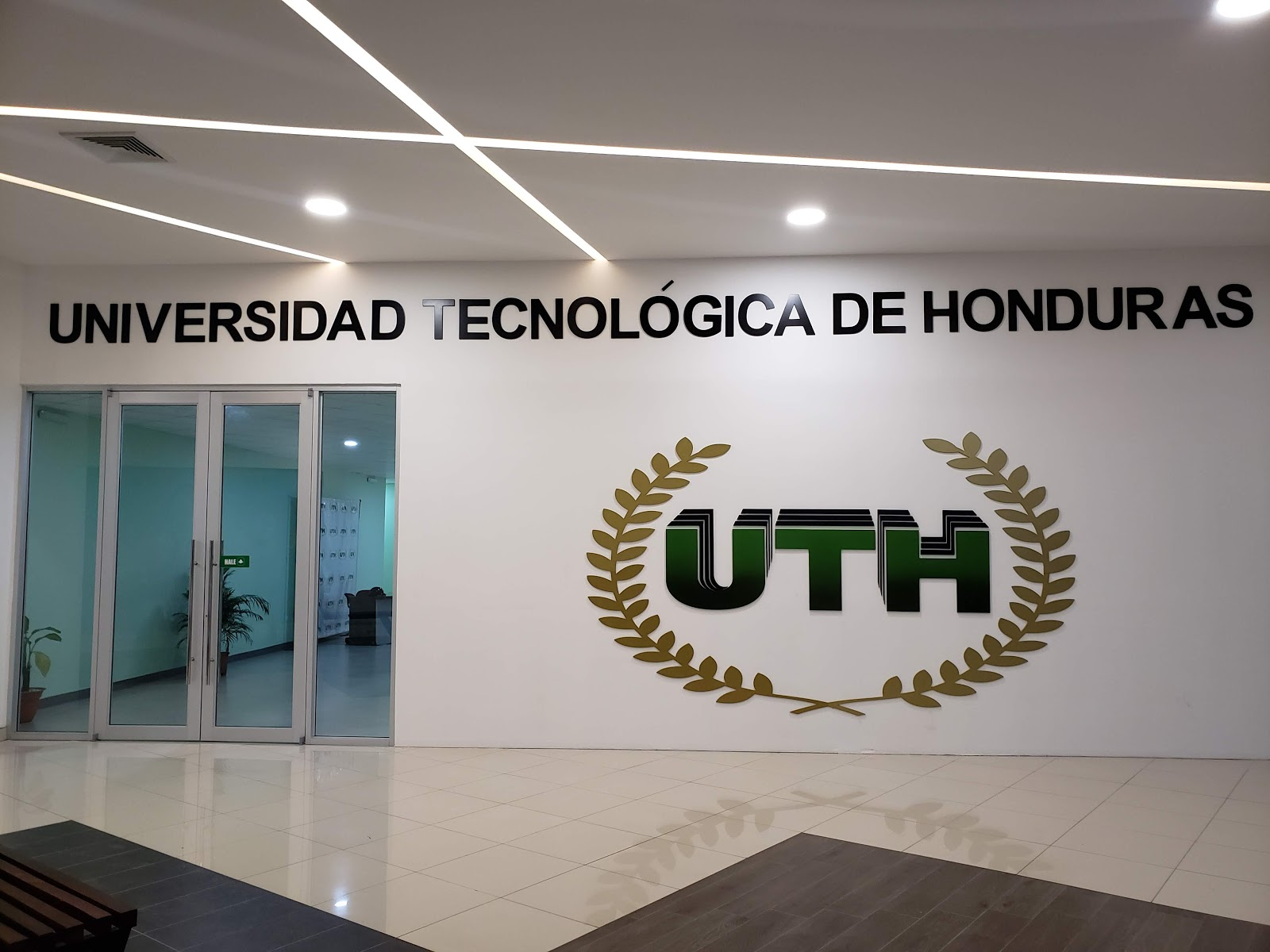
Universidad Tecnológica de Honduras Campus Juticalpa Entradad
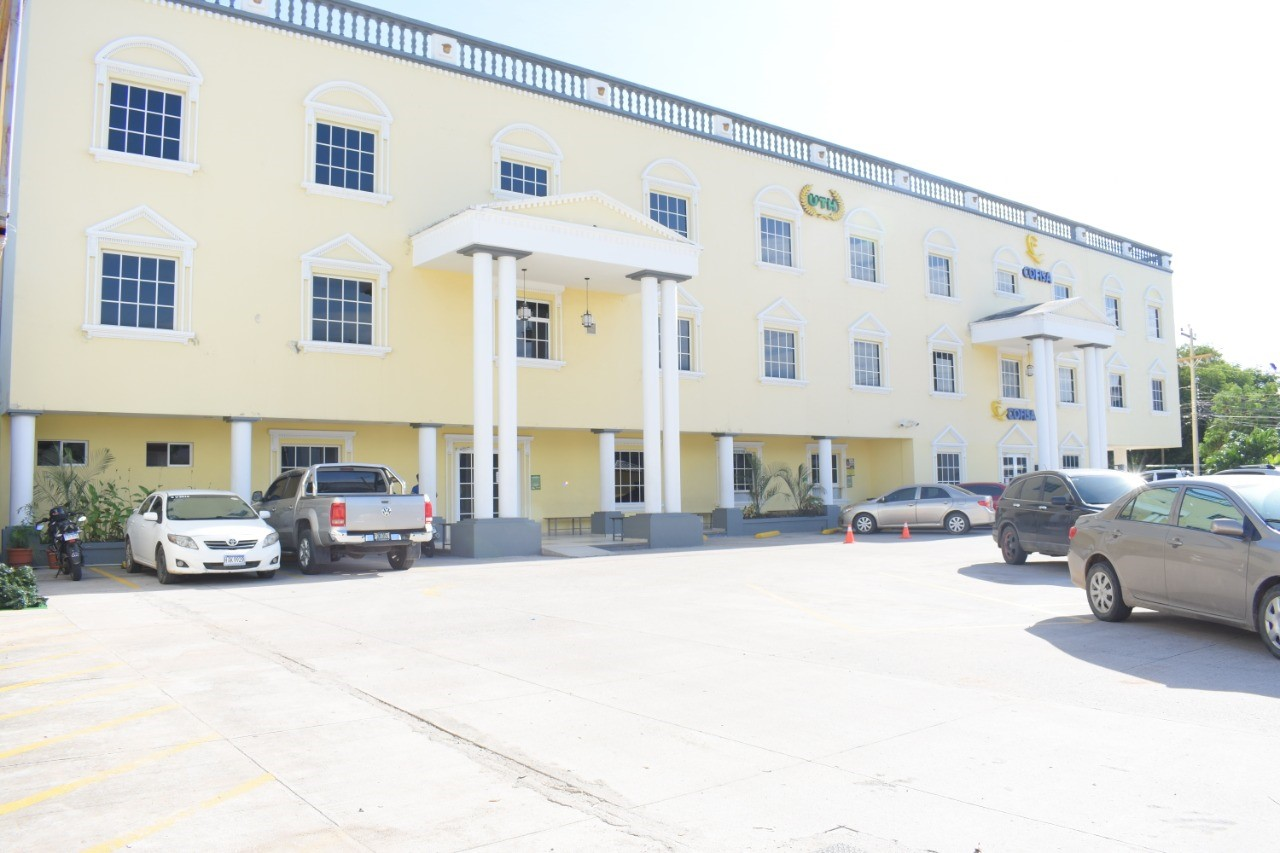
Universidad Tecnológica de Honduras Campus Choluteca
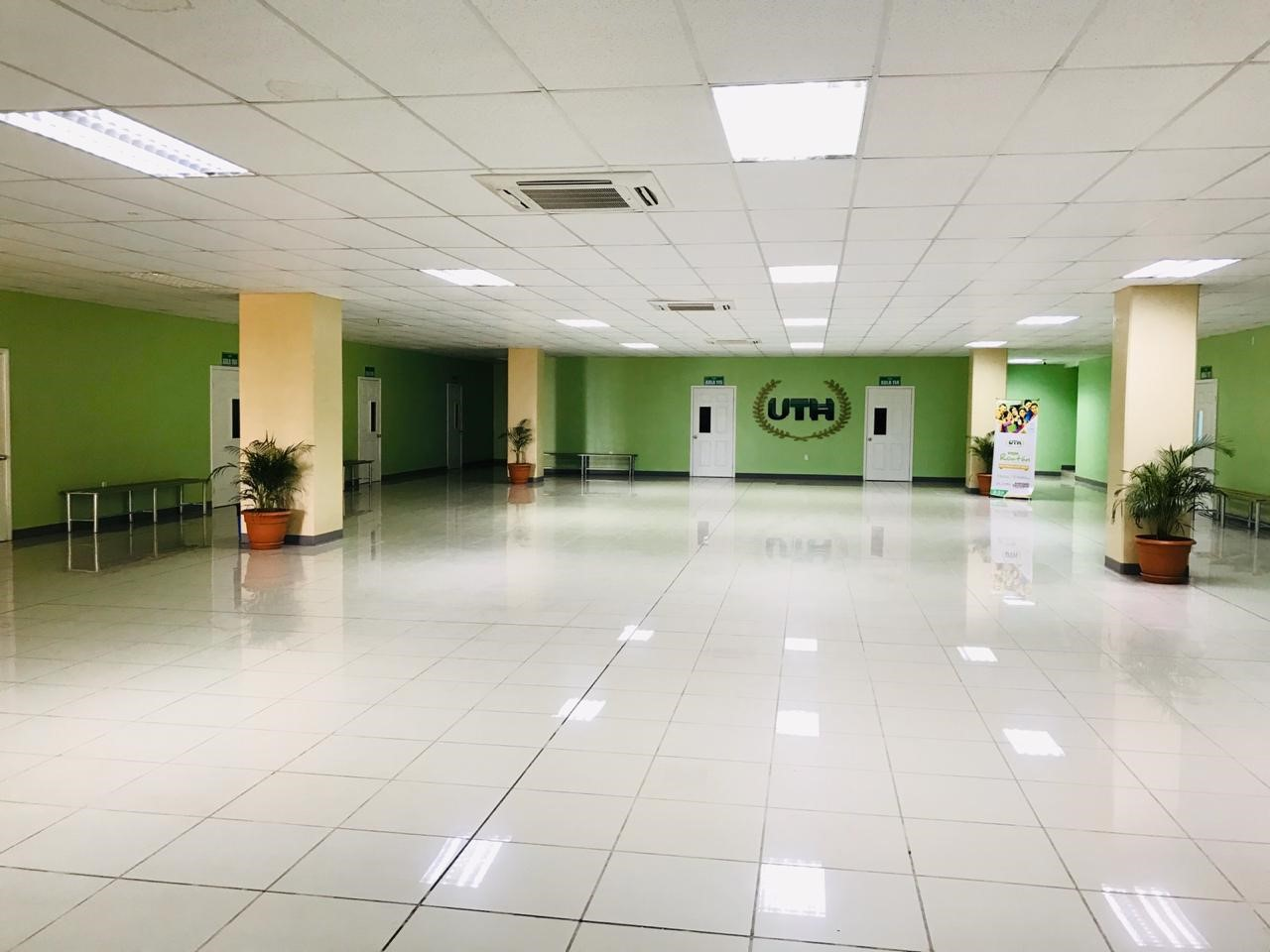
Universidad Tecnológica de Honduras Campus Roatán
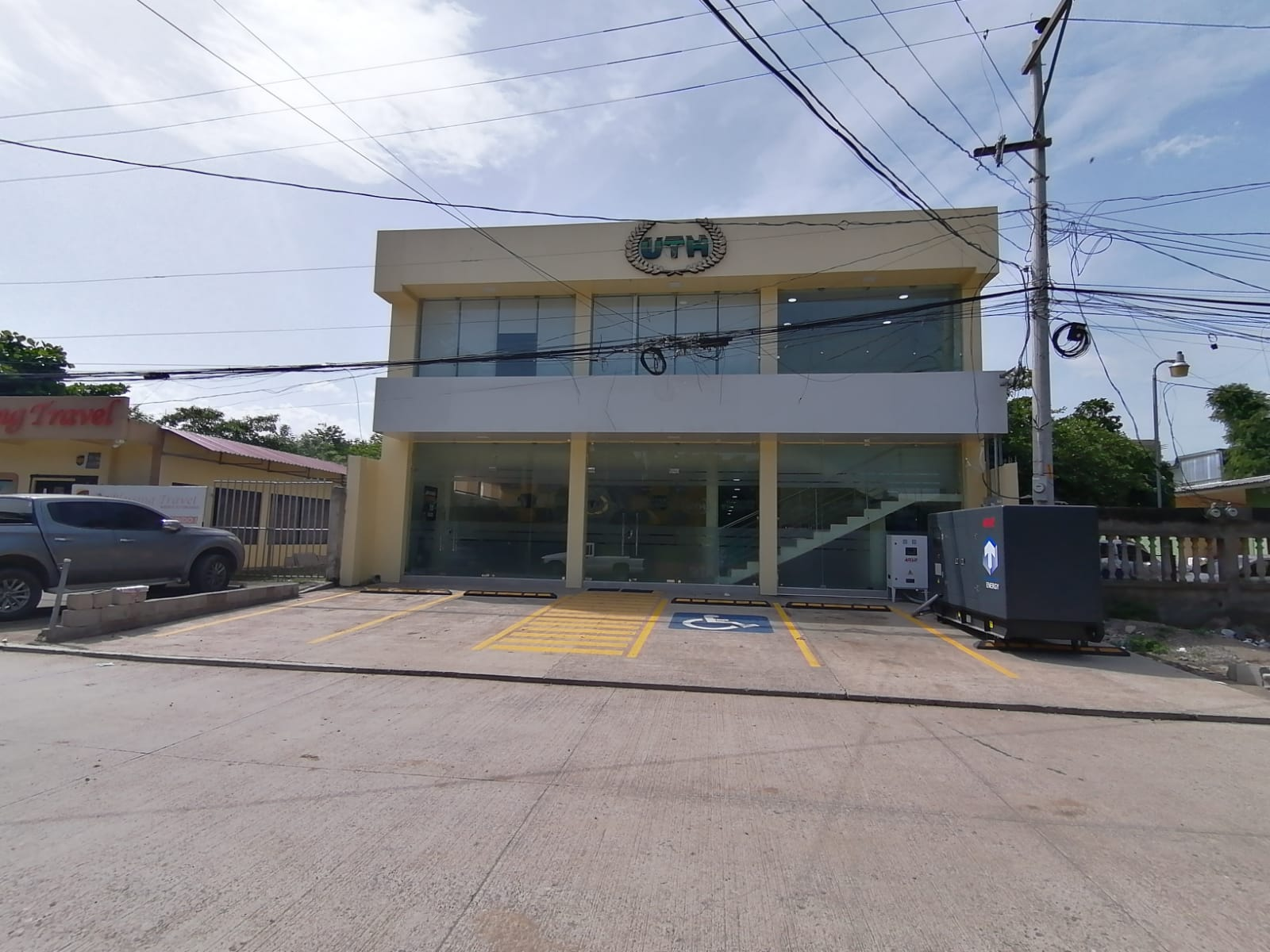
Universidad Tecnológica de Honduras Campus Cofradía
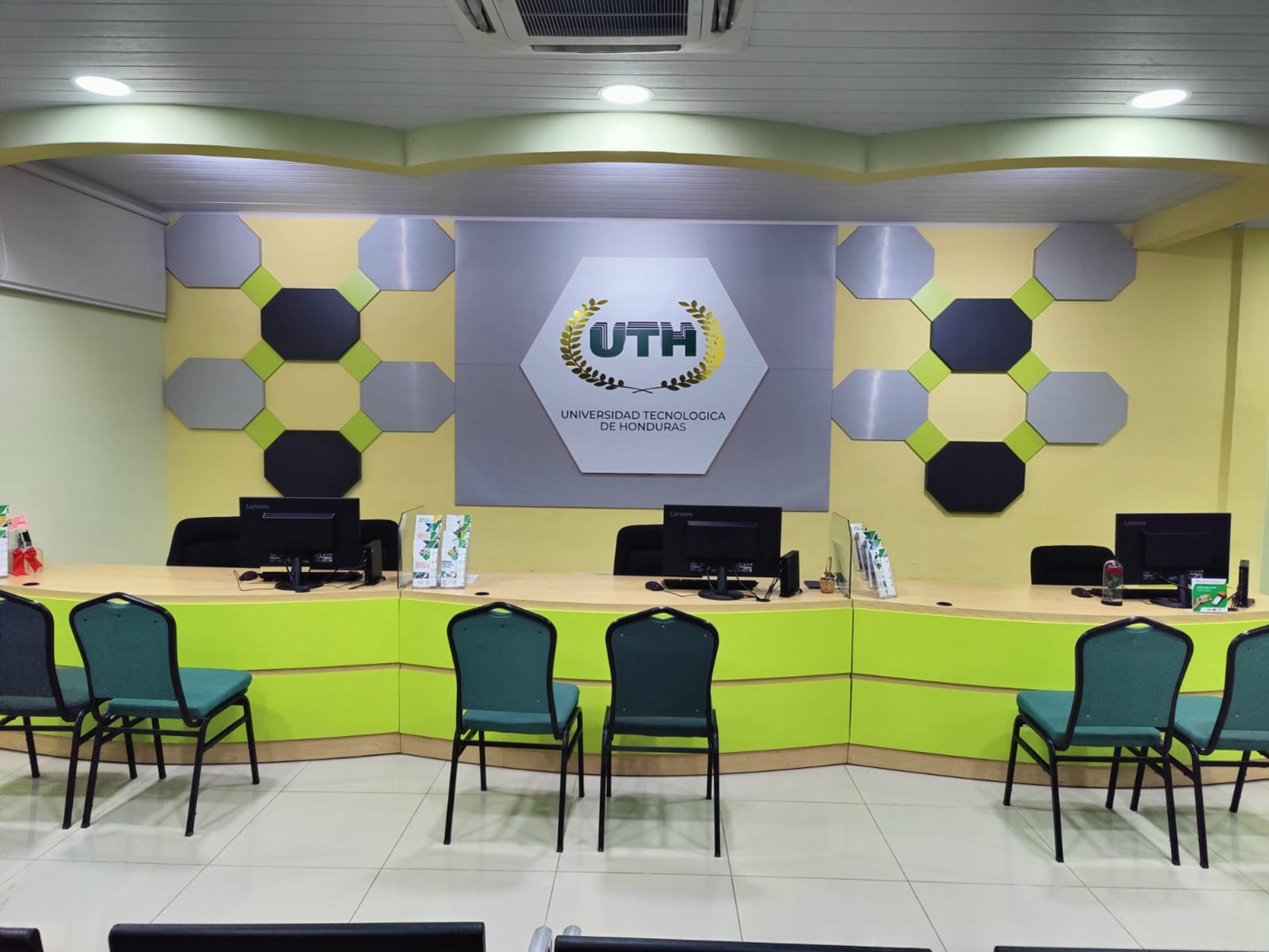
Universidad Tecnológica de Honduras Campus Cofradía Recepción
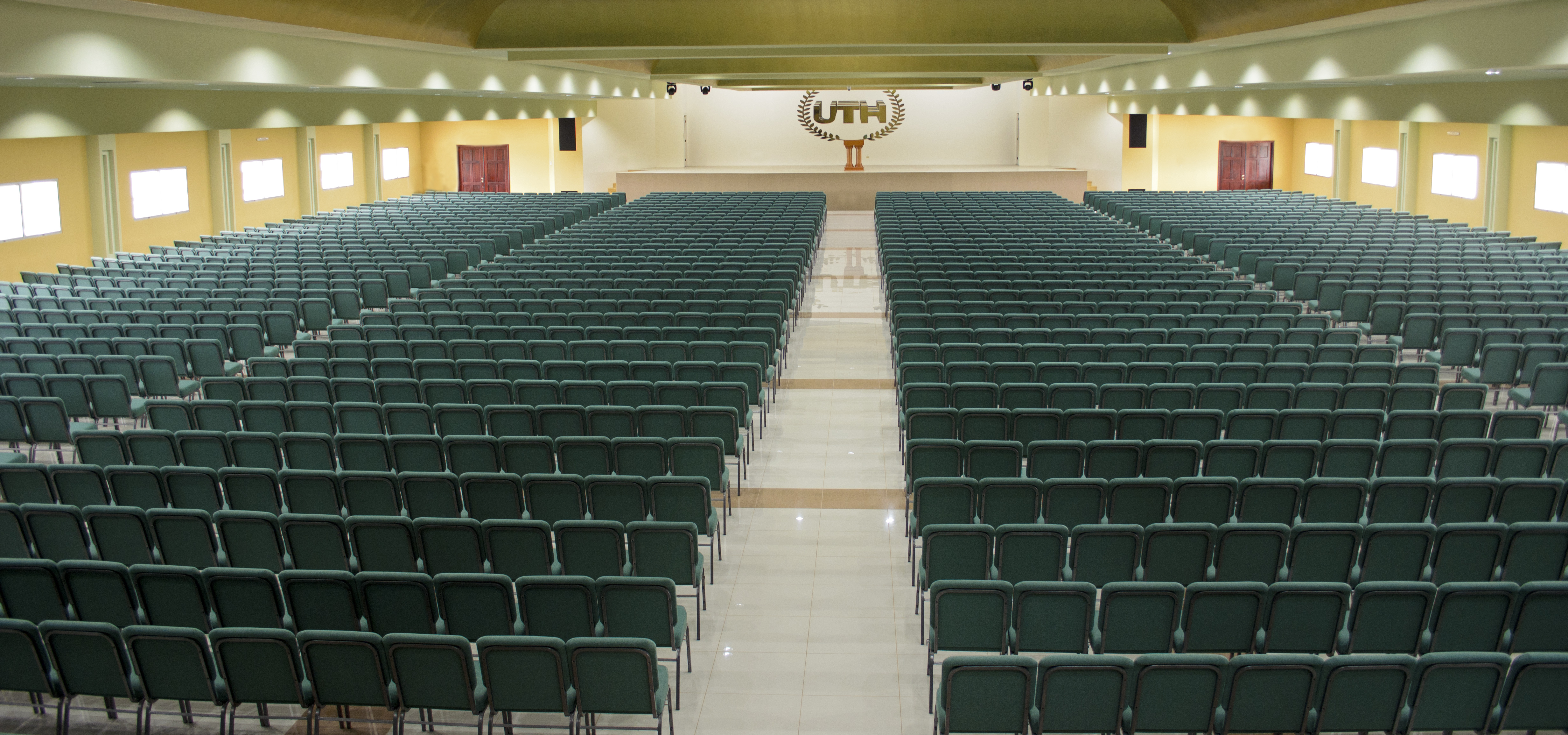
Auditorio 2 Lic. Julián Arriaga Campus San Pedro Sula
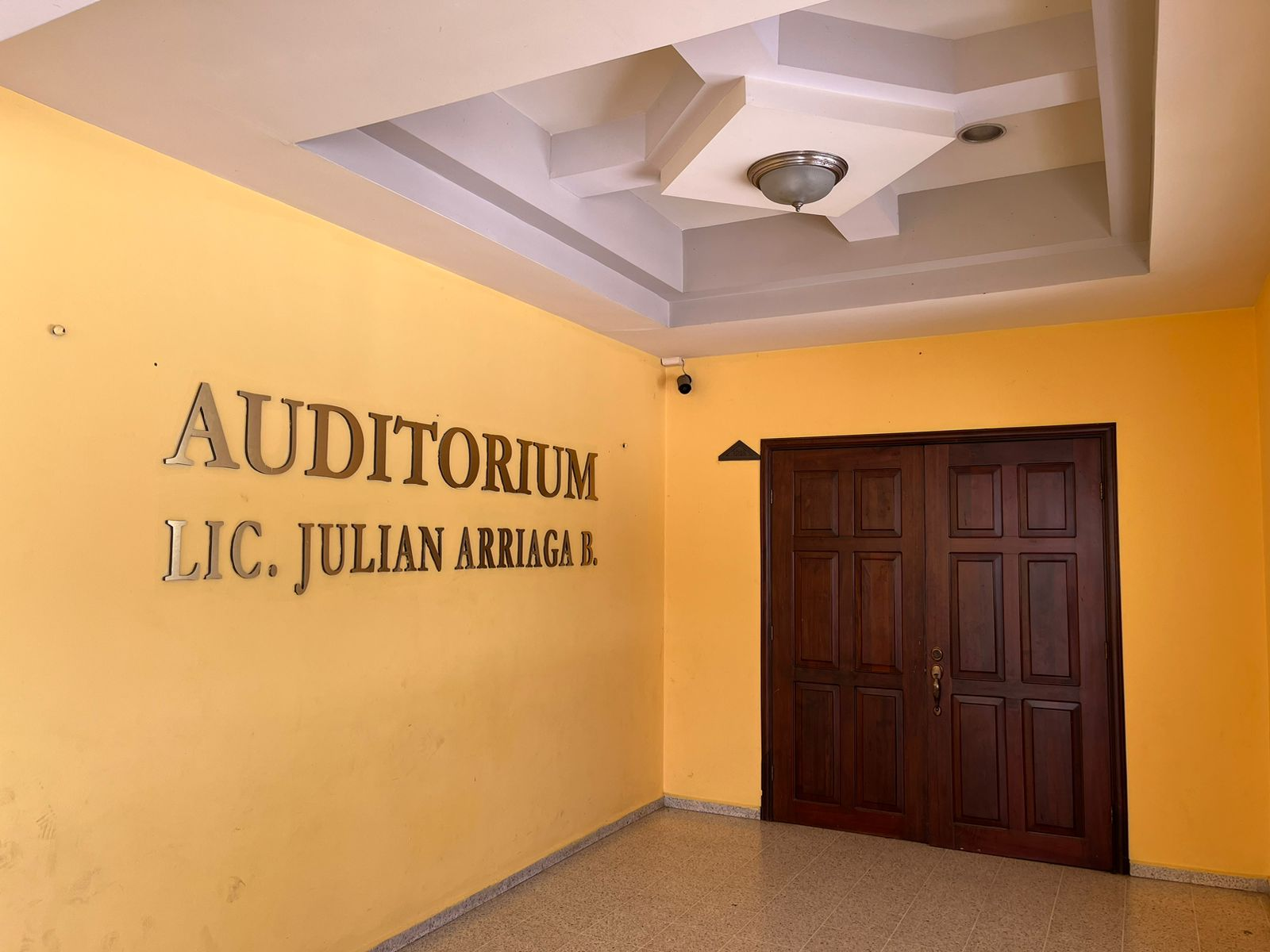
Entrada Auditorio 2 Lic. Julián Arriaga Campus San Pedro Sula
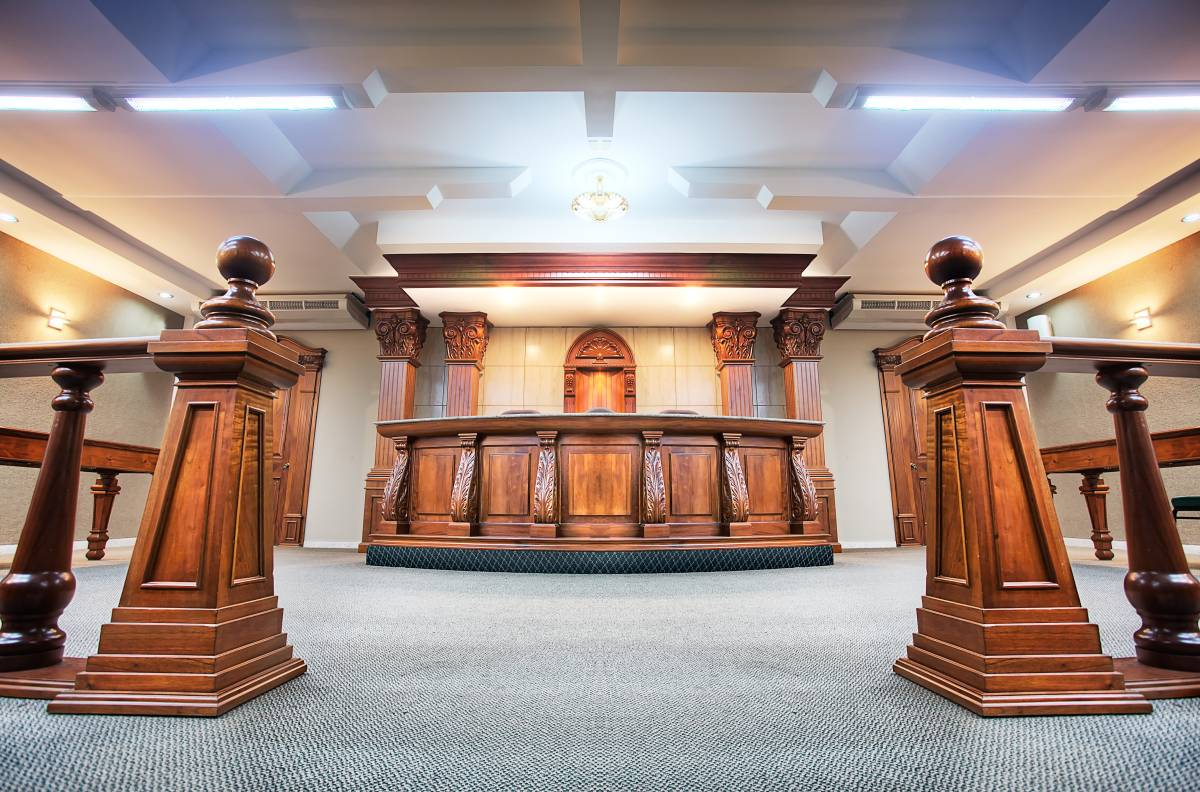
Sala de juicios orales campus San Pedro Sula para uso de la carrera de Derecho

## Modalidades de Estudios
- Presencial
- Presencial Noche
- Presencial Fin de Semana
- 4x4
- 4x3
- Sistema de clases En línea (Asincrónico)
- Modalidad Zoom en vivo.
- Modalidad Zoom Kaptivo

## Oferta Académica
La Universidad Tecnológica de Honduras ofrece más de 54 programas académicos:
Licenciaturas:
- Licenciatura en Gerencia de Negocios (Administración de Empresas)
- Licenciatura en Derecho (Abogacía)
- Licenciatura en Relaciones Industriales
- Licenciatura en Comercio y Negocios Internacionales
- Licenciatura en Contaduría Financiera
- Licenciatura en Turismo
- Licenciatura en Marketing
- Licenciatura en Ingeniería Financiera
- Licenciatura en Informática Administrativa
- Licenciatura en Gerencia de Negocios Agro-Cafetaleros
- Licenciatura en Emprendimiento Gerencial
- Licenciatura en Psicología
- Licenciatura en Comunicación Corporativa y Relaciones Públicas
- Licenciatura en Recursos Humanos

Ingenierías:
- Ingeniería en Computación
- Ingeniería en Electrónica
- Ingeniería en Producción Industrial
- Ingeniería en Mecatrónica

Los Técnicos Universitarios son:
- Técnico Universitario en Microfinanzas
- Técnico Universitario en Gerencia Pública
- Técnico Universitario en Diseño Gráfico
- Técnico Universitario en Producción Industrial
- Técnico Universitario en Redes Informáticas
- Técnico Universitario en Desarrollo de Aplicaciones Computacionales
- Técnico Universitario en Caficultura Sostenible
- Técnico Universitario en Gestión de Negocios Agro-Cafetaleros
- Técnico Universitario en Marketing Digital
- Técnico Universitario en Recursos Humanos
- Técnico Universitario en Electrónica
- Técnico Universitario en Contabilidad
- Técnico Universitario en Animación Digital

Para Maestrías se encuentran:
- Maestría en Administración de Empresas (MBA)
- Maestría en Dirección Comercial y Mercadeo
- Maestría en Dirección de Recursos Humanos
- Maestría en Dirección Empresarial y Comercio Internacional
- Maestría en Dirección Financiera
- Maestría en Automatización Industrial
- Maestría en Justicia Penal
- Maestría en Derecho Procesal Civil
- Maestría en Gestión Logística
- Maestría en Gestión de Energía Renovable
- Maestría en Dirección Empresarial y Gestión Turística
- Maestría en Banca y Finanzas
- Maestría en Gestión de Proyectos
- Maestría en Prevención de Riesgos Laborales
- Maestría en Auditoría Con Orientación Financiera y Forense
- Maestría en Ciberseguridad
- Maestría en Criminología
- Maestría en Ingeniería de la Computación

Para Doctorados:
- Doctorado en Administración Gerencial
- Doctorado en Derecho

## Infraestructura

### Laboratorios
La UTH también cuenta con Laboratorios de Computación, Idiomas, Física, Química, Electrónica, Mecatrónica y Telecomunicaciones para poder desarrollar la parte práctica de cada clase; estos laboratorios cuentan con lo último en tecnología alemana y canadiense haciendo de esta manera que el estudiante tenga una práctica real dentro de los mismos.

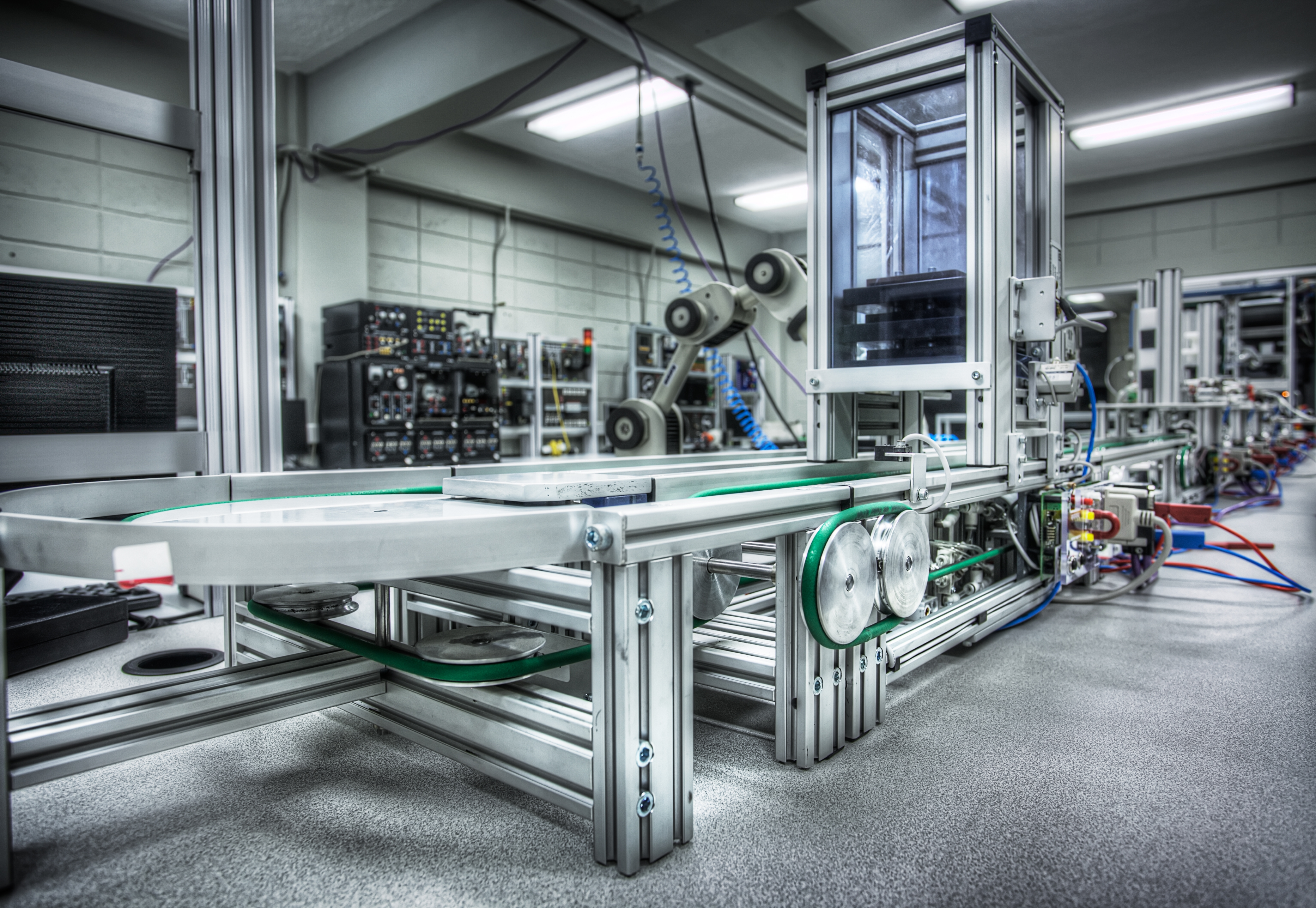
Laboratorio de Mecatrónica Campus San Pedro SUla

## Asociaciones Estudiantiles
Club de leones universitario UTH
Propósito:
Cada vez que se reúnen los socios de un club de Leones, los problemas se hacen más pequeños y las comunidades mejoran. Porque nuestra ayuda llega adonde se la necesita, ya sea en nuestras comunidades o en el resto del mundo, con una integridad y una energía incomparables.
Actividades:
• Programas juveniles y servicios para la niñez
• Relaciones internacionales
• Salud
• Comunidad y medio ambiente
• Planificación y acción para atender catástrofes
El club puede participar en alguna de estas áreas, además de crear sus propios proyectos para atender las necesidades específicas de su comunidad sin duda alguna puede encontrar un área que despierte su pasión por el servicio y concentrar su energía en dicha dirección.
Jóvenes Cristianos Universitarios
Propósito:
Permitir a los jóvenes desarrollar sus dones y talentos mediante charlas y capacitaciones, compartiendo el evangelio. Llevándoles la oportunidad de tener un encuentro personal y una mejor relación con Dios.
Principales Objetivos:
- Ensanchar el reino de Dios impartiendo las buenas nuevas de salvación mediante reuniones diferentes y atractivas a las necesidades de los jóvenes.
- Formar una generación de jóvenes socialmente responsables, con principios cristianos y valores morales.
- Ser una organización en la universidad, única en sus principios compartiendo los valores de la misma.
- Ayudar a los jóvenes a experimentar una relación transformadora a través de una relación verdadera con Dios.
- Compartir el amor de Dios con aquellos carentes de amor.

JCI Laureles
Principales Objetivos:
Desarrollar las habilidades individuales y estimular los esfuerzos conjuntos de sus Miembros, con el fin de impulsar el bienestar intelectual, económico, social y espiritual.
El desarrollo de una conciencia cívica y la aceptación de las responsabilidades de la ciudadanía.
La participación individual en programas internos de capacitación para desarrollar el potencial de liderazgo.
La participación activa en la planificación y ejecución de programas para el desarrollo del individuo y la comunidad.
La promoción del desarrollo social económico en la comunidad.

El fomento de la comprensión, la buena voluntad y la cooperación entre todos los pueblos del mundo.

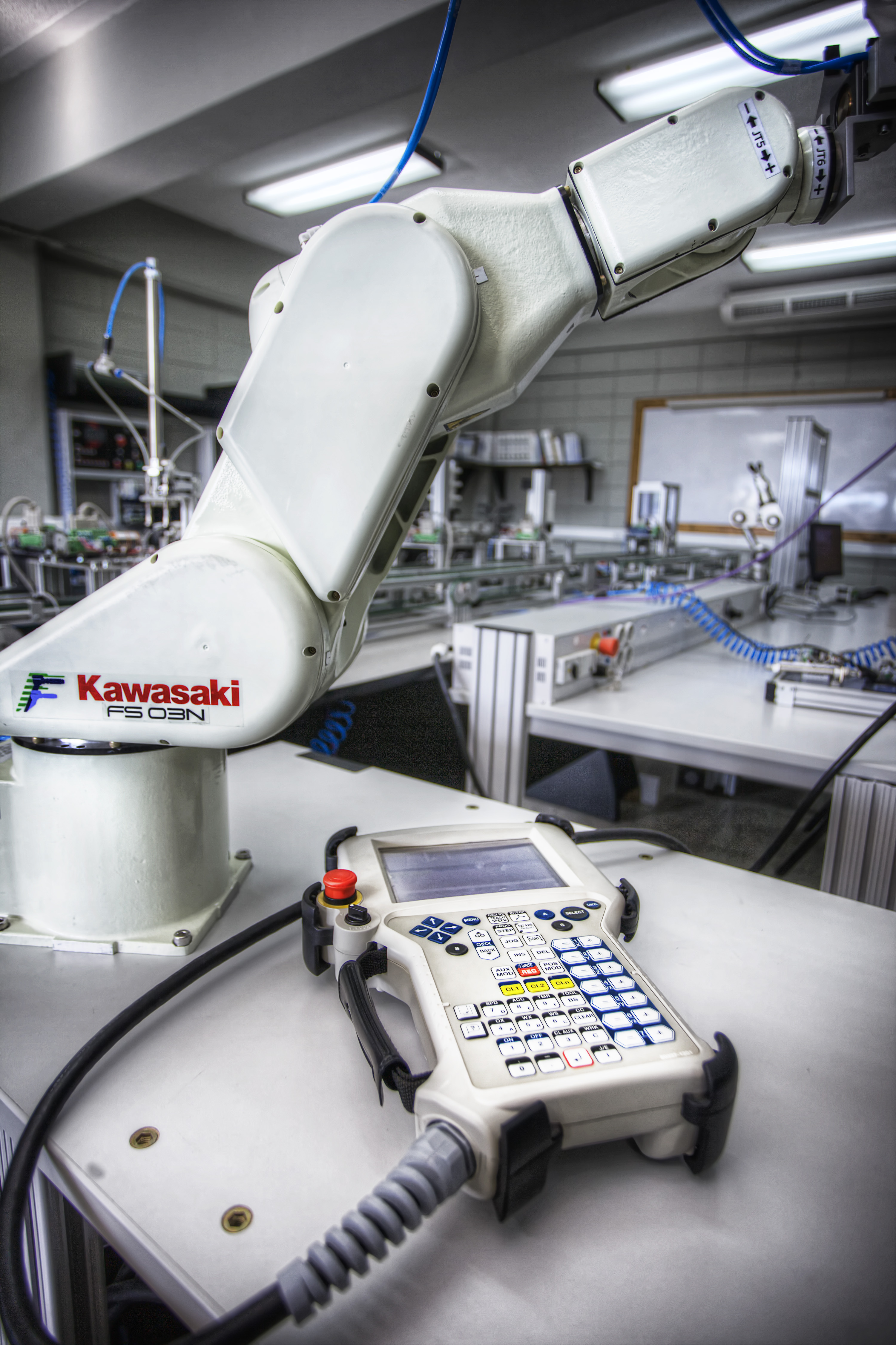
Brazo robótico, Laboratorio de Mecatrónica.

## Transporte
La UTH cuenta con un sistema de transporte para facilitar a los estudiantes la partida y el regreso al campus. Este servicio es utilizado por todos los estudiantes y de manera gratuita.

## Sistema educativo
La UTH utiliza lo que es el sistema de cuatrimestres donde el año académico se divide en tres periodos de cuatro meses cada uno:
- Primer Cuatrimestre: A mediados del mes de enero hasta finales de abril
- Segundo Cuatrimestre: A mediados del mes de mayo a finales de agosto
- Tercer Cuatrimestre: A mediados del mes de septiembre a finales de diciembre

Además en UTH contamos con aulas estilo auditorio, equipadas con la más alta tecnología para hacer de la experiencia de estudio en un salón de clases, la mejor.

## Aplicación UTH para Celulares
UTH para iOS es un proyecto impulsado por el permanente proceso de actualización que caracteriza nuestra universidad. Esta elegante herramienta provee a nuestros estudiantes, y docentes el acceso móvil para realizar las principales transacciones de Uvirtual.
Complementado con un toque social nuestra aplicación le permitirá consultar su horario, historial y compañeros de clases. adicionalmente nuestros docentes podrán marcar asistencia de una forma rápida y eficiente.
Adicionalmente tenemos la aplicación para Android de UTH la cual puedes descargar en la Play Store.

## Requisitos para Postulantes
- Fotocopia Cotejada de Título de secundaria.
- Partida de Nacimiento Original
- Fotocopia de identidad
- En caso de títulos obtenidos en el extranjero, deberá presentarse la documentación autenticada en todas las instancias; Consulado de Honduras en el extranjero, Secretaría de Relaciones Exteriores, y presentar el acuerdo de Reconocimiento del Título, emitido por la Secretaría de Educación.
- Los demás requisitos académicos y administrativos establecidos por el Consejo Académico de la Universidad Tecnológica de Honduras.

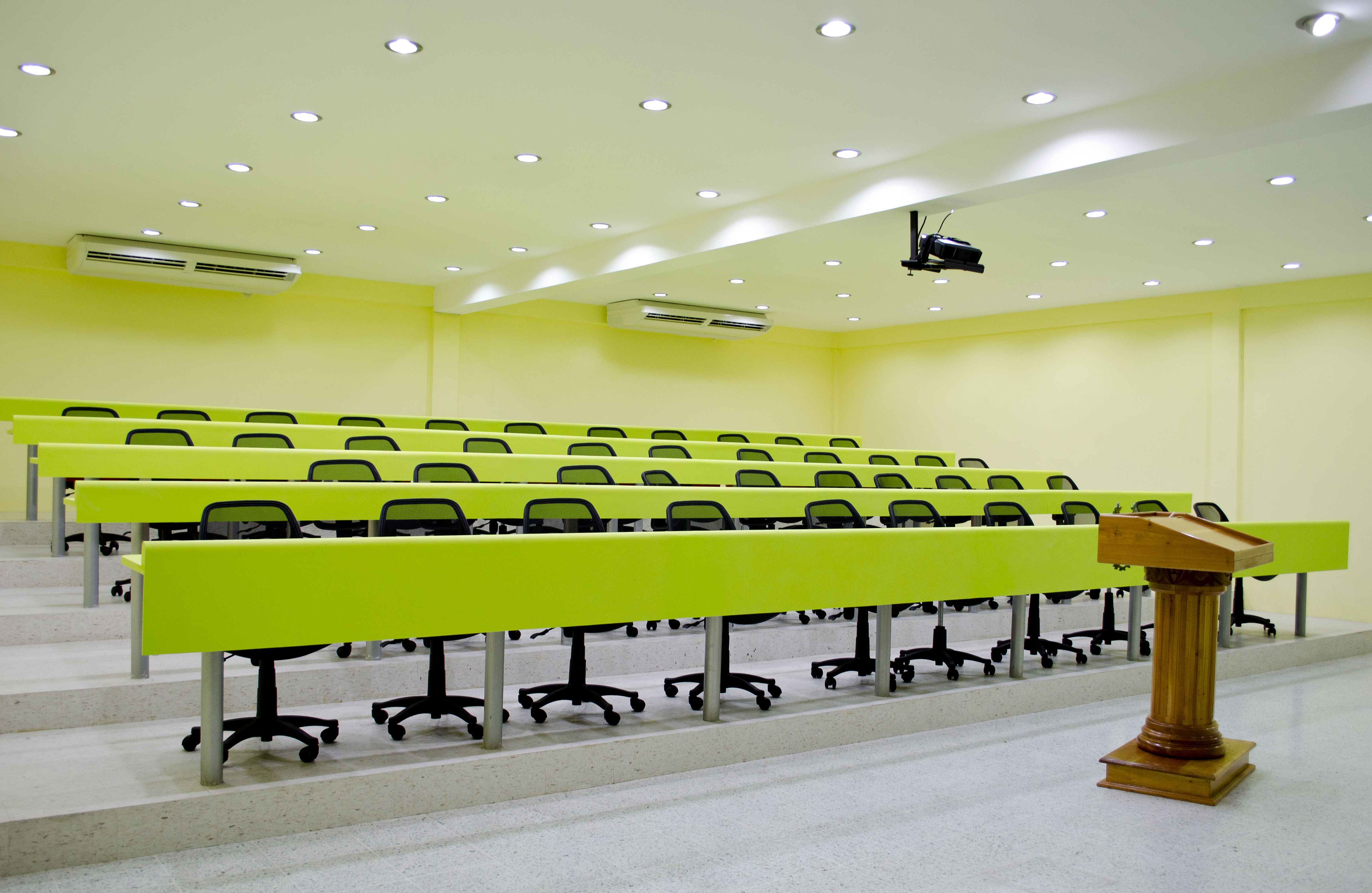
Aula harvard

## Enlaces Web y Redes Sociales
Sitio web oficial de UTH
WhatsApp UTH
UTH en Facebook
UTH en Instagram
UTH en Twitter
UTH en TikTok
UTH en YouTube
UTH en Threads
UTH en Linkedin
- Datos: Q7894315
- Multimedia: Universidad Tecnológica de Honduras / Q7894315